# Crocidium nudum
Crocidium nudum är en tvåvingeart som beskrevs av Efflatoun 1945. Crocidium nudum ingår i släktet Crocidium och familjen svävflugor.
Artens utbredningsområde är Egypten. Inga underarter finns listade i Catalogue of Life.